# Kailash Sankhala
Kailash Sankhala, né le 30 janvier 1925 et mort le 15 août 1994, est un naturaliste et conservationniste indien. Il a été directeur du parc zoologique national de Delhi et gardien en chef de la faune du Rajasthan. Il est surtout connu pour son travail de préservation des tigres. Il est aussi connu sous le nom de « L'Homme Tigre de l'Inde », et a participé à la formation du projet Tiger, un programme de conservation mis en place en Inde en 1973.